# Faustverleihung 2010
Die fünfte Verleihung des Deutschen Theaterpreises Der Faust fand am 27. November 2010 im Aalto-Theater in Essen statt. Kooperationspartner beim Deutschen Theaterpreis sind der Deutsche Bühnenverein, die Kulturstiftung der Länder und die Deutsche Akademie der Darstellenden Künste. Kooperierendes Bundesland 2010 war Nordrhein-Westfalen.

## Ausgezeichnete & Nominierte
Beste Regie im Schauspiel
Roger Vontobel – Don Carlos – Staatsschauspiel Dresden
Thomas Ostermeier – Dämonen von Lars Norén – Schaubühne am Lehniner Platz
Jan Steinbach – Stella – Landesbühne Niedersachsen Nord
Beste darstellerische Leistung im Schauspiel
Paul Herwig – Kleiner Mann – was nun? (Pinneberg) – Münchner Kammerspiele
Sophie Rois – Mädchen in Uniform - Wege aus der Selbstverwirklichung (Manuela) – Deutsches Schauspielhaus Hamburg
Nina Hoss – Öl (Eva Kahmer) – Deutsches Theater Berlin
Beste Regie im Musiktheater
Claus Guth – Daphne – Städtische Bühnen Frankfurt
Immo Karaman – Doctor Atomic – Saarländisches Staatstheater
Andrea Moses – Lohengrin – Anhaltisches Theater
Beste Sängerdarstellerleistung im Musiktheater
Eva-Maria Westbroek – Jenufa (Jenufa) – Bayerische Staatsoper
Anja Harteros – Lohengrin (Elsa) – Bayerische Staatsoper
Johannes Martin Kränzle – Die Meistersinger von Nürnberg (Beckmesser) – Bühnen der Stadt Köln
Beste Choreographie
Constanza Macras – Megalopolis – Schaubühne am Lehniner Platz
Jiří Kylián – Zugvögel – Bayerisches Staatsballett
Jörg Mannes – Gefährliche Liebschaften – Niedersächsisches Staatstheater Hannover
Beste darstellerische Leistung im Tanz
Richard Siegal – Logobi 05 – Kampnagel
Otto Bubenícek – Orpheus von John Neumeier (Orpheus) – Hamburg Ballett
Denis Piza – Gefährliche Liebschaften (Valmont) – Niedersächsisches Staatstheater Hannover
Beste Regie Kinder- und Jugendtheater
Markus Bothe – Roter Ritter Parzival – Städtische Bühnen Frankfurt
Grażyna Kania – Timm Thaler oder Das verkaufte Lachen – Theater an der Parkaue
Alexander Riemenschneider – Von Mäusen und Menschen – Deutsches Schauspielhaus Hamburg
Beste Ausstattung Kostüm / Bühne
Thomas Dreißigacker/Maria Roers – Die Schmutzigen, die Hässlichen und die Gemeinen (Gesamtausstattung) – Bühnen der Stadt Köln
Wolfgang Gussmann – Moses und Aron (Gesamtausstattung) – Ruhrtriennale Bochum
Kaspar Zwimpfer – Peter Grimes (Bühnenbild) – Deutsche Oper am Rhein
Lebenswerk
Wilfried Minks
Preis des Präsidenten
Die deutschen Landesbühnen